# Rima Birt
Rima Birt je měsíční brázda nacházející se poblíž kráteru Birt ležícího v Mare Nubium (Moře oblaků) na přivrácené straně Měsíce. Spojuje dva malé satelitní krátery Birt E a Birt F, je dlouhá přibližně 50 km a široká 1,5 km. Její střední selenografické souřadnice jsou 21,4° J, 9,3° Z.
Souběžně s ní se na východě táhne výrazný zlom Rupes Recta. Mezi touto brázdou a zlomem leží kráter Birt (od brázdy východně). Západně od Rima Birt se nachází kráter Nicollet, jiho-jihozápadně pak malý kráter Lippershey. Severovýchodním směrem leží mys Promontorium Taenarium.